# Jamie Pace
Pour les articles homonymes, voir Pace.
Jamie Pace, né le 1er janvier 1977 dans le quartier d'Hammersmith à Londres en Angleterre, est un footballeur international maltais, évolue au poste de milieu défensif dans le club maltais de Gżira United depuis 2013.

## Biographie

### Sélection
Jamie a le choix entre représenter l'Angleterre, son pays de naissance, ou Malte, de par sa mère Maria-Teresa Pace, ou encore la Jamaïque, de par son père Keith McDonald, qui a joué pour Chelsea.
Il choisit de représenter Malte au niveau international. Il est convoqué pour la première fois par le sélectionneur national Horst Heese pour un match amical face à la Norvège le 9 février 2005 (défaite 3-0). Le 2 septembre 2006, il marque son premier but en équipe de Malte lors d'un match des éliminatoires de l'Euro 2008 face à la Bosnie-Herzégovine (défaite 5-2).
Il compte 48 sélections et 3 buts avec l'équipe de Malte entre 2005 et 2011.

## Palmarès
- Marsaxlokk :
  - champion de Malte en 2007.

- Valletta FC :
  - champion de Malte en 2011
  - vainqueur de la Coupe de Malte en 2010
  - vainqueur de la Supercoupe de Malte en 2008, 2010 et 2011.

## Statistiques

### Buts en sélection
Le tableau suivant liste tous les buts inscrits par Jamie Pace avec l'équipe de Malte.

## Référence
1. ↑  (en) « Fiche de Jamie Pace », sur eu-football.info